# احمد طه
احمد طه (طاها) (زادهٔ ۱۳۲۱ در بوکان - درگذشته ۹ مهر ۱۳۹۳ تهران) نمایندهٔ دوره‌های سوم و چهارم در مجلس شورای اسلامی بود. طه از شناخته‌ترین نمایندگان کُرد در آذربایجان غربی است که عملکرد متفاوتی در جنوب این استان داشته است. از پست‌های مدیریتی احمد طه می‌توان به معاونت آموزش و پرورش بوکان در دهه ۶۰ شمسی و در دهه ۷۰ فرماندار شهرستان مرزی پیرانشهر اشاره کرد. او فارغ‌التحصیل رشته زبان انگلیسی از دانشگاه تهران بود.

## فعالیت‌ها
در میان مردم بوکان، به دلیل تصویب و اجرایی شدن ارتقای بوکان در اسفند سال ۱۳۶۸ به یک شهرستان مستقل در تقسیمات سیاسی ایران محبوبیت فراوانی دارد. همچنین شاخص‌ترین پروژه‌های زیرساختی در شهرستان بوکان اولین بار توسط او مطرح شده که اسامی برخی از آن‌ها بدین شرح است:
- احداث سد خراسانه (تکمیل شده اما افتتاح نشد)
- طرح راه‌آهن مراغه - بوکان (در دهه ۸۰ و ۹۰ پیگیری نشد و لغو شد)
- فرودگاه جنوب استان آذربایجان غربی در شهرستان بوکان (در حال مطالعه)
- احداث بیمارستان بوکان (افتتاح شده)
- استان کردستان شمالی یا مرکزی در میان شهرهای کردنشین جنوب آذربایجان غربی به مرکزیت شهرستان بوکان (در حال بررسی)

## مرگ
احمد طاها در ۹ مهر ۱۳۹۳ در تهران به دلیل بیماری سرطان درگذشت و در روستای تکان‌تپه از توابع شهرستان بوکان به خاک سپرده شد.